# Sthenelais brachiata
Sthenelais brachiata är en ringmaskart som beskrevs av Imajima 2003. Sthenelais brachiata ingår i släktet Sthenelais och familjen Sigalionidae. Inga underarter finns listade i Catalogue of Life.